# 黑包钳蛤
黑包钳蛤（學名：Isognomon californicus），是钳蛤属的一种软体动物, 分布于夏威夷群島。该物种为滤食性动物，雌雄异体，体外受精。